# Кори Монтийт
Кори Монтийт (на английски: Cory Allan-Michael Monteith) е канадски актьор и музикант.
След 8-и клас напуска училище и отива да живее в Лос Анджелис. Не посещава колеж.
В периода 2004 - 2013 година изиграва над 30 роли в киното и телевизията.Става популярен с телевизионния сериал „Клуб Веселие“ (Glee) в ролята на Фин Хъдсън.
На 13 юли 2013 г. Монтийт е намерен мъртъв в Pacific Rim Hotel във Ванкувър. Причина за смъртта е отравяне с хероин и алкохол. Три месеца преди това той се обръща за помощ към рехабилитационен център, за да се избави от този си навик. На 16 юли тялото му е кремирано.